# Lippy le lion
 Lippy le lion (Lippy the Lion and Hardy Har Har) est une série télévisée d'animation américaine en 52 épisodes de 6 minutes, créée par Hanna-Barbera et diffusée entre le 3 septembre 1962 et le 26 août 1963 en syndication. 
En Suisse, la série a été diffusée à partir du 8 décembre 1965 sur la TSR. 
En France, la série a été diffusée pour la première fois en 1968 sur la Deuxième chaîne de l'ORTF dans Le Nouveau dimanche. Elle a été rediffusée entre 1978 et 1982 sur Antenne 2 dans l’émission Récré A2 puis à partir du 4 mars 2002 jusqu'en 2003 sur Cartoon Network et de 2003 à 2008 sur Boomerang.

## Synopsis
Lippy, un lion, et Jérémie, une hyène, sont deux vagabonds qui survivent comme ils le peuvent. Lippy a toujours de bonnes idées pour améliorer l’ordinaire, mais elles tournent souvent mal. Moins courageux que son compagnon, Jérémie ne cesse de geindre et de se lamenter par des « Oh ! misère, Oh ! malheur ». Il faut dire qu’il est bien en droit de se plaindre car les catastrophes de Lippy retombent toujours sur le pauvre Jérémie ... 

## Fiche technique
- Titre original : Lippy the Lion and Hardy Har Har
- Titre français : Lippy le lion
- Réalisateur : William Hanna, Joseph Barbera
- Scénaristes :
- Musique : Hoyt S. Curtin
- Sociétés de production : Hanna-Barbera Productions
- Pays d'origine : États-Unis
- Langue : anglais
- Nombre d'épisodes : 52 (1 saison)
- Durée : 6 minutes
- Dates de première diffusion :
  -  États-Unis : 3 septembre 1962 en syndication
  -  Suisse : 8 décembre 1965 sur la TSR
  -  France : à partir de 1968 sur la Deuxième chaîne de l'ORTF

## Distribution

### Voix françaises
- Roger Carel : Lippy
- Guy Pierauld : Jérémie

### Voix originales
- Daws Butler : Lippy
- Mel Blanc : Hardy Har Har (Jérémie en VF)

## Épisodes
1. Le Pirate (See-Saw)
2. Mangeons du melon (Water-Melon Felon)
3. Expériences (Scare to Spare)
4. Le Martien (Gulp and Saucer)
5. Écumons les mers (Map Happy)
6. L'Homme sauvage (Smile the Wild)
7. La Charge de la Brigade des Jeux (Charge of the Fright Brigade)
8. On tourne (Film Flam)
9. Jérémie quart de seconde (Gun Fighter Lippy)
10. Là-haut sur la montagne (Hick Hikers)
11. La Perle rose (A Thousand and One Frights)
12. Erreur sur la personne (Double Trouble)
13. Rions un peu (Laugh a Loaf)
14. La Lampe magique (Genie Is a Meany)
15. Dinde et gros Sous (Banks for Everything)
16. Le Violon voleur (Fiddle Faddled)
17. On adopte Jérémie (Kidnap Trap)
18. Le Chaudron magique (Witch Crafty)
19. Amusons-nous (Gas Again)
20. Le Cheval fantôme (Horse and Waggin)
21. Un beau bébé (Baby Bottled)
22. Erreur sur le lion (Hard Luck Hardy)
23. Pingouins et Poissons (Show Use)
24. Lippy le sorcier (Injun Trouble)
25. La Souris dans la maison (Mouse in the House)
26. Safari de salon (Crazy Cat Capers)
27. Drôle de cheval (Phoney Pony)
28. L'Œuf et le Renard (Egg Experts)
29. Le Lapin qui voulait mourir d'amour (Rabbit Romeo)
30. On demande un chasseur d'élite (Bird in the Hand)
31. À la légion étrangère (Legion Heirs)
32. À cheval pour le rodéo (Hoots and Saddles)
33. Avis à ceux qui ne croient pas… (Monster Mix-Up)
34. À la manière du salaire de la peur (Bye-Bye Fly-Guy)
35. Sur la piste de faussaires (Wooden Nickels)
36. Les Dangers de la route (Two for the Road)
37. La Difficulté d'être le roi des animaux (King's X)
38. Joies de la resquille (Amusement Park Lark)
39. Professeur de golf (T for Two)
40. Espion à la solde de Liliput (Tiny Troubles)
41. Faiseurs de pluie (Flood for a Thought)
42. Gardez la pose (Hocus Pocus)
43. Le Lutin irlandais (Shamrocked)
44. Gardes au corps (Ole Fuddy Duds)
45. Île déserte mal fréquentée (Chow You Feelings)
46. Un chien explosif (Easy Doesn't It)
47. Jonas le gorille (Drop Me a Lion)
48. Le crime ne paie pas (Map Sap)
49. Le Petit Ballet nautique (Shark Shock)
50. La Capture du cavalier fantôme (No Spooking Allowed)
51. Un Indien qui connaît la musique (Me-My-Mine)
52. Une histoire de menottes (Together Mess)

## Autour de la série
« Comme ils sont charmants et gentils, nos deux amis, Lippy le lion et son compagnon ! »
C’est sur cette phrase chantée que se terminait le générique français de cette série, laquelle n'est pas sans rappeler un autre duo célèbre de vagabonds comiques : Laurel et Hardy.